# Hvor fartøy flyte kan
Hvor fartøy flyte kan är en norsk svartvit dokumentärfilm från 1948. Filmen skildrar den norska handelsflottan under andra världskriget och bygger till stor del på foton tagna av en rad fotografer med ombord på skeppen, både norska och utländska.